# Design för alla
Design för Alla (Design for All) är en designfilosofi som syftar till att en produkt eller en tjänst kan användas av så många som möjligt utan behov av speciella anpassningar. Nära besläktat med begreppet Design för Alla är konceptet inkluderande design eller Universell design.
Begreppet Design för Alla har sitt ursprung i arbetet med att skapa tillgänglighet för personer med funktionsnedsättning där målet är ett samhälle utan hinder som ger fördelar till en större del av befolkningen. Design för Alla har pekats ut av Europeiska kommissionen som en framkomlig väg för att uppnå mer användarvänlighet i Europa.
Design för Alla handlar om att säkerställa att miljöer, produkter och tjänster fungerar för personer i alla åldrar och funktionsförmågor i olika situationer och under varierande omständigheter. Design för alla är en fråga som kan appliceras brett (mainstream), inte minst på grund av den åldrande befolkningen i Europa som behöver marknadsanpassade lösningar. Enkelt att använda, tillgängligt och billigt är krav på produkter och tjänster som ökar livskvaliteten för alla medborgare. Att få med Design för Alla tidigt i en designprocess är mer kostnadseffektivt än att göra justeringar när en lösning redan finns på marknaden.

## Design för alla i Informations- och Kommunikationsteknologin (IKT)
Design för alla syftar bland annat till att alla ska kunna ta aktiv del i informationssamhället. Inom EU kallas ett sådant deltagande för e-inkludering eller e-tillgänglighet. Det övergripande synsättet är att 1. Alla varor ska vara tillgängliga för alla potentiella användare, eller om det inte är möjligt 2. Produkter ska vara enkla att anpassa utifrån olika behov, eller 3. Ett gränssnitt ska kunna användas enkelt genom att använda tillgänglig teknologi.

## Europeiskt nätverk
Det europeiska nätverket The European Design for All eAccessibility Network lanserades 2002 av Europeiska kommissionen för att främja Design för Alla inom e-inkludering, alltså att skapa ett informationssamhälle för alla. Det har nationella kontaktorganisationer – i Sverige Myndigheten för delaktighet – och fler än 160 nätverksmedlemmar, till exempel universitet, forskningsinstitut, konsumentorganisationer och formgivare.
The European Institute for Design and Disability startade 1993, och har medlemsorganisationer i 20 länder.